# Goulceby
Goulceby est une paroisse civile et un village du Lincolnshire, en Angleterre.